# Нагороди найкращих футболістів та тренерів української Прем'єр-ліги
Нагороди найкращих футболістів та тренерів української Прем'єр-ліги — спеціальні опитування, які проводять УПЛ і Всеукраїнське об'єднання тренерів з футболу. Почали проводитися зі стартом сезону 2016/17 років.

## 2016/17

### Найкращий гравець місяця
| Місяць              | Гравець           | Клуб              | Посилання |
| ------------------- | ----------------- | ----------------- | --------- |
| липень 2016         | Домагой Віда      | Динамо (Київ)     | [ 1 ]     |
| серпень 2016        | Юрій Коломоєць    | Ворскла (Полтава) | [ 1 ]     |
| вересень 2016       | Андрій Богданов   | Олімпік (Донецьк) | [ 1 ]     |
| жовтень 2016        | Роман Яремчук     | Олександрія       | [ 2 ]     |
| листопад 2016       | Марлос            | Шахтар (Донецьк)  | [ 3 ]     |
| грудень 2016        | Фред              | Шахтар (Донецьк)  | [ 1 ]     |
| лютий-березень 2017 | Ігор Худоб'як     | Карпати (Львів)   | [ 4 ]     |
| квітень 2017        | Олександр Гладкий | Карпати (Львів)   | [ 5 ]     |
| травень 2017        | Марлос            | Шахтар (Донецьк)  | [ 6 ]     |

### Найкращий гравець і тренер туру
| Тур            | Гравець              | Гравець               | Гравець   | Тренер            | Тренер                | Тренер        |
| Тур            | Гравець              | Клуб                  | Посилання | Тренер            | Клуб                  | Посилання     |
| -------------- | -------------------- | --------------------- | --------- | ----------------- | --------------------- | ------------- |
| Тур №1         | Жуніор Мораес        | Динамо (Київ)         | [ 7 ]     | Сергій Ребров     | Динамо (Київ)         | [ 7 ]         |
| Тур №2         | Андрій Ярмоленко     | Динамо (Київ)         | [ 7 ]     | Володимир Шаран   | Олександрія           | [ 7 ]         |
| Тур №3         | Олександр Караваєв   | Зоря (Луганськ)       | [ 7 ]     | Роман Санжар      | Олімпік (Донецьк)     | [ 7 ]         |
| Тур №4         | Марлос               | Шахтар (Донецьк)      | [ 7 ]     | Паулу Фонсека     | Шахтар (Донецьк)      | [ 7 ]         |
| Тур №5         | Артем Гордієнко      | Зоря (Луганськ)       | [ 7 ]     | Паулу Фонсека     | Шахтар (Донецьк)      | [ 7 ]         |
| Тур №6         | Юрій Коломоєць       | Ворскла (Полтава)     | [ 7 ]     | Василь Сачко      | Ворскла (Полтава)     | [ 7 ]         |
| Тур №7         | Андрій Богданов      | Олімпік (Донецьк)     | [ 7 ]     | Роман Санжар      | Олімпік (Донецьк)     | [ 7 ]         |
| Тур №8         | Євген Опанасенко     | Зоря (Луганськ)       | [ 7 ]     | Юрій Вернидуб     | Зоря (Луганськ)       | [ 7 ]         |
| Тур №9         | Віталій Пономар      | Олександрія           | [ 8 ]     | Юрій Вернидуб     | Зоря (Луганськ)       | [ 7 ]         |
| Тур №10        | Сергій Гринь         | Олімпік (Донецьк)     | [ 9 ]     | Паулу Фонсека     | Шахтар (Донецьк)      | [ 7 ]         |
| Тур №11        | Євген Боровик        | Чорноморець           | [ 7 ]     | Олександр Бабич   | Чорноморець           | [ 7 ]         |
| Тур №12        | Рафаел Форстер       | Зоря (Луганськ)       | [ 7 ]     | Володимир Шаран   | Олександрія           | [ 7 ]         |
| Тур №13        | Роман Яремчук        | Олександрія           | [ 7 ]     | Сергій Ребров     | Динамо (Київ)         | [ 7 ]         |
| Тур №14        | Сергій Сидорчук      | Динамо (Київ)         | [ 7 ]     | Олег Дулуб        | Карпати (Львів)       | [ 7 ]         |
| Тур №15        | Валерій Лучкевич     | Дніпро                | [ 10 ]    | Володимир Шаран   | Олександрія           | [ 7 ]         |
| Тур №16        | Віктор Коваленко     | Шахтар (Донецьк)      | [ 11 ]    | Паулу Фонсека     | Шахтар (Донецьк)      | [ 7 ]         |
| Тур №17        | Владислав Кочергін   | Дніпро                | [ 12 ]    | Дмитро Михайленко | Дніпро                | [ 7 ]         |
| Тур №18        | Фред                 | Шахтар (Донецьк)      | [ 13 ]    | Роман Монарьов    | Зірка                 | [ 7 ]         |
| зимова перерва |                      |                       |           |                   |                       |               |
| Тур №19        | Станіслав Куліш      | Олександрія           | [ 14 ]    | Сергій Ребров     | Динамо (Київ)         | [ 15 ] [ 16 ] |
| Тур №20        | Ігор Худоб'як        | Карпати (Львів)       | [ 17 ]    | Юрій Вернидуб     | Зоря (Луганськ)       | [ 18 ]        |
| Тур №21        | Адерінсола Есеола    | Зірка (Кропивницький) | [ 19 ]    | Роман Монарьов    | Зірка (Кропивницький) | [ 20 ] [ 21 ] |
| Тур №22        | Кваме Карікарі       | Сталь (Кам'янське)    | [ 22 ]    | Леонід Кучук      | Сталь (Кам'янське)    | [ 23 ] [ 24 ] |
| Тур №23        | Андрій Ярмоленко     | Динамо (Київ)         | [ 25 ]    | Олег Дулуб        | Карпати (Львів)       | [ 26 ]        |
| Тур №24        | Жорже Еліас          | Чорноморець (Одеса)   | [ 27 ]    | Олександр Бабич   | Чорноморець (Одеса)   | [ 28 ]        |
| Тур №25        | Денис Гармаш         | Динамо (Київ)         | [ 29 ]    | Сергій Ребров     | Динамо (Київ)         | [ 30 ]        |
| Тур №26        | Дмитро Коркішко      | Чорноморець (Одеса)   | [ 31 ]    | Паулу Фонсека     | Шахтар (Донецьк)      | [ 32 ]        |
| Тур №27        | Андрій Ярмоленко     | Динамо (Київ)         | [ 33 ]    | Василь Сачко      | Ворскла               | [ 34 ]        |
| Тур №28        | Денис Гармаш         | Динамо (Київ)         | [ 35 ]    | Леонід Кучук      | Сталь (Кам'янське)    | [ 36 ]        |
| Тур №29        | Густаво Бланко Лещук | Шахтар (Донецьк)      | [ 37 ]    | Роман Санжар      | Олімпік (Донецьк)     | [ 38 ]        |
| Тур №30        | Еммануель Денніс     | Зоря (Луганськ)       | [ 39 ]    | Дмитро Михайленко | Дніпро                | [ 40 ]        |
| Тур №31        | Андрій Ярмоленко     | Динамо (Київ)         | [ 41 ]    | Юрій Вернидуб     | Зоря (Луганськ)       | [ 42 ]        |
| Тур №32        | Іван Петряк          | Зоря (Луганськ)       | [ 43 ]    | Володимир Шаран   | Олександрія           | [ 44 ]        |

### Сезонні нагороди[45]
- Найкращий футболіст сезону 2016/17:  Андрій Ярмоленко (Динамо (Київ))
- Найкращий тренер сезону 2016/17:  Паулу Фонсека (Шахтар (Донецьк))
- Найкращий воротар сезону 2016/17:  Андрій П'ятов (Шахтар (Донецьк))
- Найкращий арбітр сезону 2016/17:  Анатолій Абдула (Харків)
- Найкращий молодий футболіст сезону 2016/17:  Артем Довбик (Дніпро)
- Найкращий бомбардир сезону 2016/17:  Андрій Ярмоленко (Динамо (Київ))

### «33 найкращих»[7]
- Воротарі: 1. А.П’ятов («Шахтар» Д.), 2. А.Лунін («Дніпро»), 3. З.Махарадзе («Олімпік» Д.).
- Праві захисники: 1. Д.Срна («Шахтар» Д.), 2. М.Морозюк («Динамо» К.), 3. О.Данченко («Чорноморець» О.);
- Центральні захисники: 1. Д.Віда («Динамо» К.), 2. Д.Хочолава («Чорноморець» О.), 3. Р.Форстер («Зоря» Лг.);
- Центральні захисники: Я.Ракицький («Шахтар» Д.), 2. А.Шендрик («Олександрія»), 3. Є.Хачериді («Динамо» К.);
- Ліві захисники: Ісмаїлі («Шахтар» Д.), 2. М.Матвієнко («Шахтар» Д. + «Карпати» Лв.), 3. Е.Соболь («Зоря» Лг.).
- Праві півзахисники: 1. Марлос («Шахтар» Д.), 2. Д.Бонавентуре («Зоря» Лг.), 3. Д.Коркішко («Чорноморець» О.);
- Центральні півзахисники: 1. Т.Степаненко («Шахтар» Д.), 2. Фред («Шахтар» Д.), 3. М.Малишев («Шахтар» Д.);
- Центральні півзахисники: 1. С.Сидорчук («Динамо» К.), 2. Р.Ротань («Дніпро»), 3. В.Шепелєв («Динамо» К.);
- Центральні півзахисники: 1. Д.Гармаш («Динамо» К.), 2. А.Поступаленко («Олімпік» Д.), 3. В.Грицук («Олександрія»);
- Ліві півзахисники:1. А.Ярмоленко («Динамо» К.), 2. Тайсон («Шахтар» Д.), 3. І.Петряк («Зоря» Лг.).
- Нападники: 1. А.Бєсєдін («Динамо» К.), 2. А.Довбик («Дніпро»), 3. Ф.Феррейра («Шахтар» Д.).

## 2017/18

### Найкращий гравець місяця
| Місяць              | Гравець                | Клуб                  | Посилання |
| ------------------- | ---------------------- | --------------------- | --------- |
| липень 2017         | Марлос                 | Шахтар (Донецьк)      | [ 46 ]    |
| серпень 2017        | Максим Прядун          | Зірка (Кропивницький) | [ 47 ]    |
| вересень 2017       | Олександр Гутор        | Чорноморець (Одеса)   | [ 48 ]    |
| жовтень 2017        | Олександр Андрієвський | Зоря (Луганськ)       | [ 49 ]    |
| листопад 2017       | Артем Полярус          | Олександрія           | [ 50 ]    |
| грудень 2017        | Віктор Циганков        | Динамо (Київ)         | [ 1 ]     |
| лютий-березень 2018 | Віктор Циганков        | Динамо (Київ)         | [ 51 ]    |
| квітень 2018        | Хорхе Карраскаль       | Карпати (Львів)       | [ 52 ]    |
| травень 2018        | Беньямін Вербич        | Динамо (Київ)         | [ 53 ]    |

### Найкращий гравець і тренер туру
| Тур            | Гравець                | Гравець               | Гравець         | Тренер             | Тренер                  | Тренер          |
| Тур            | Гравець                | Клуб                  | Посилання       | Тренер             | Клуб                    | Посилання       |
| -------------- | ---------------------- | --------------------- | --------------- | ------------------ | ----------------------- | --------------- |
| Тур №1         | Марлос                 | Шахтар (Донецьк)      | [ 54 ]          | Єгіше Мелікян      | Сталь (Кам'янське)      | [ 55 ]          |
| Тур №2         | Дьємерсі Мбокані       | Динамо (Київ)         | [ 56 ]          | Олександр Хацкевич | Динамо (Київ)           | [ 57 ]          |
| Тур №3         | Віктор Циганков        | Динамо (Київ)         | [ 58 ]          | Олександр Севідов  | Маріуполь               | [ 59 ]          |
| Тур №4         | Олександр Ткаченко     | Ворскла               | [ 60 ]          | Юрій Вірт          | Верес                   | [ 61 ]          |
| Тур №5         | В'ячеслав Чурко        | Маріуполь             | [ 62 ]          | Роман Санжар       | Олімпік (Донецьк)       | [ 63 ]          |
| Тур №6         | Олександр Чижов        | Ворскла               | [ 64 ]          | Роман Монарьов     | Зірка (Кропивницький)   | [ 65 ]          |
| Тур №7         | Максим Прядун          | Зірка (Кропивницький) | [ 66 ]          | Юрій Вернидуб      | Зоря (Луганськ)         | [ 67 ]          |
| Тур №8         | Віктор Циганков        | Динамо (Київ)         | [ 68 ]          | Юрій Вірт          | Верес (футбольний клуб) | [ 69 ]          |
| Тур №9         | Олександр Гутор        | Чорноморець (Одеса)   | [ 70 ]          | Олександр Хацкевич | Динамо (Київ)           | [ 71 ]          |
| Тур №10        | Олександр Бандура      | Верес                 | [ 72 ]          | Юрій Вірт          | Верес                   | [ 73 ]          |
| Тур №11        | Ігор Харатін           | Зоря (Луганськ)       | [ 74 ]          | Василь Сачко       | Ворскла                 | [ 75 ]          |
| Тур №12        | Юрій Коломоєць         | Ворскла               | [ 76 ]          | Олег Дулуб         | Чорноморець (Одеса)     | [ 77 ]          |
| Тур №13        | Олександр Андрієвський | Зоря (Луганськ)       | [ 78 ]          | Юрій Вернидуб      | Зоря (Луганськ)         | [ 79 ]          |
| Тур №14        | Сергій Мякушко         | Карпати (Львів)       | [ 80 ]          | Ніколай Костов     | Сталь (Кам'янське)      | [ 81 ]          |
| Тур №15        | Віталій Буяльський     | Динамо (Київ)         | [ 82 ]          | Олександр Хацкевич | Динамо (Київ)           | [ 83 ]          |
| Тур №16        | Артем Полярус          | Олександрія           | [ 84 ]          | Володимир Шаран    | Олександрія             | [ 85 ]          |
| Тур №17        | Марлос                 | Шахтар (Донецьк)      | [ 86 ]          | Володимир Шаран    | Олександрія             | [ 87 ]          |
| Тур №18        | Віктор Циганков        | Динамо (Київ)         | [ 88 ]          | Олександр Хацкевич | Динамо (Київ)           | [ 89 ]          |
| Тур №19        | Юрій Паньків           | Олександрія           | [ 90 ]          | Василь Сачко       | Ворскла                 | [ 91 ]          |
| зимова перерва |                        |                       |                 |                    |                         |                 |
| Тур №20        | Андрій Борячук         | Маріуполь             | [ 92 ]          | Ніколай Костов     | Сталь (Кам'янське)      | [ 93 ]          |
| Тур №21        | Марлос                 | Шахтар (Донецьк)      | [ 94 ]          | Юрій Вернидуб      | Зоря (Луганськ)         | [ 95 ]          |
| Тур №22        | Віктор Циганков        | Динамо (Київ)         | [ 96 ]          | Олександр Бабич    | Маріуполь               | [ 97 ] [ 98 ]   |
| Тур №23        | Факундо Феррейра       | Шахтар (Донецьк)      | [ 99 ]          | Паулу Фонсека      | Шахтар (Донецьк)        | [ 100 ] [ 101 ] |
| Тур №24        | Віктор Циганков        | Динамо (Київ)         | [ 102 ]         | Юрій Вернидуб      | Зоря (Луганськ)         | [ 103 ]         |
| Тур №25        | Микола Шапаренко       | Динамо (Київ)         | [ 104 ] [ 105 ] | Паулу Фонсека      | Шахтар (Донецьк)        | [ 106 ] [ 107 ] |
| Тур №26        | Віктор Циганков        | Динамо (Київ)         | [ 108 ]         | Олександр Хацкевич | Динамо (Київ)           | [ 109 ]         |
| Тур №27        | Володимир Шепелєв      | Динамо (Київ)         | [ 110 ]         | Олександр Хацкевич | Динамо (Київ)           | [ 111 ]         |
| Тур №28        | Артем Бєсєдін          | Динамо (Київ)         | [ 112 ]         | Паулу Фонсека      | Шахтар (Донецьк)        | [ 113 ]         |
| Тур №29        | Юрі                    | Зоря (Луганськ)       | [ 114 ]         | Костянтин Фролов   | Чорноморець (Одеса)     | [ 115 ]         |
| Тур №30        | Тайсон                 | Шахтар (Донецьк)      | [ 116 ]         | Олександр Бабич    | Маріуполь               | [ 117 ]         |
| Тур №31        | Олександр Бандура      | Верес                 | [ 118 ]         | Олександр Хацкевич | Динамо (Київ)           | [ 119 ]         |
| Тур №32        | Владислав Кулач        | Ворскла               | [ 120 ]         | Василь Сачко       | Ворскла                 | [ 121 ]         |

### Найкращий тренер Прем’єр-ліги 2017 року
| Місце | Тренер             | Клуб              | Сер. Бал |
| ----- | ------------------ | ----------------- | -------- |
| 1     | Роман Санжар       | Олімпік (Донецьк) | 4.18     |
| 2     | Паулу Фонсека      | Шахтар (Донецьк)  | 4.16     |
| 3     | Юрій Вернидуб      | Зоря (Луганськ)   | 4.02     |
| 4     | Володимир Шаран    | Олександрія       | 3.88     |
| 5     | Олександр Хацкевич | Динамо (Київ)     | 3.60     |

### Сезонні нагороди
Лауреатами сезону УПЛ 2017–18 стали:
- Найкращий футболіст сезону:  Марлос (Шахтар (Донецьк))
- Найкращий тренер сезону:  Олександр Хацкевич (Динамо (Київ))
- Найкращий воротар сезону:  Андрій П'ятов (Шахтар (Донецьк))
- Найкращий арбітр сезону:  Юрій Можаровський (Львів)
- Найкращий молодий футболіст:  Віктор Циганков (Динамо (Київ))
- Найкращий бомбардир сезону:  Факундо Феррейра (Шахтар (Донецьк))

## 2018/19

### Найкращий гравець місяця
| Місяць              | Гравець         | Клуб             | Посилання |
| ------------------- | --------------- | ---------------- | --------- |
| липень 2018         | Беньямін Вербич | Динамо (Київ)    | [ 125 ]   |
| серпень 2018        | Беньямін Вербич | Динамо (Київ)    | [ 126 ]   |
| вересень 2018       | Мар'ян Швед     | Карпати (Львів)  | [ 127 ]   |
| жовтень 2018        | Ісмаїлі         | Шахтар (Донецьк) | [ 128 ]   |
| листопад 2018       | Мар'ян Швед     | Карпати (Львів)  | [ 129 ]   |
| грудень 2018        | Віктор Циганков | Динамо (Київ)    | [ 130 ]   |
| лютий-березень 2019 | Мар'ян Швед     | Карпати (Львів)  | [ 131 ]   |
| квітень 2019        | Віктор Циганков | Динамо (Київ)    | [ 132 ]   |
| травень 2019        | Сергій Мякушко  | Карпати (Львів)  | [ 133 ]   |

### Найкращий гравець і тренер туру
Джерело:
| Тур            | Гравець             | Гравець             | Гравець   | Тренер             | Тренер              | Тренер    |
| Тур            | Гравець             | Клуб                | Посилання | Тренер             | Клуб                | Посилання |
| -------------- | ------------------- | ------------------- | --------- | ------------------ | ------------------- | --------- |
| Тур №1         | Олександр Караваєв  | Зоря (Луганськ)     | [ 135 ]   | Юрій Вернидуб      | Зоря (Луганськ)     | [ 136 ]   |
| Тур №2         | Дмитро Хльобас      | Десна               | [ 137 ]   | Олександр Рябоконь | Десна               | [ 138 ]   |
| Тур №3         | Беньямін Вербич     | Динамо (Київ)       | [ 139 ]   | Олександр Хацкевич | Динамо (Київ)       | [ 140 ]   |
| Тур №4         | Марлос              | Шахтар (Донецьк)    | [ 141 ]   | Володимир Шаран    | ФК «Олександрія»    | [ 142 ]   |
| Тур №5         | Віктор Циганков     | Динамо (Київ)       | [ 143 ]   | Василь Сачко       | Ворскла             | [ 144 ]   |
| Тур №6         | Жуніор Мораес       | Шахтар (Донецьк)    | [ 145 ]   | Олександр Рябоконь | Десна (Чернігів)    | [ 146 ]   |
| Тур №7         | Мар'ян Швед         | Карпати (Львів)     | [ 147 ]   | Жозе Морайш        | Карпати (Львів)     | [ 148 ]   |
| Тур №8         | Валерій Федорчук    | Маріуполь           | [ 149 ]   | Паулу Фонсека      | Шахтар (Донецьк)    | [ 150 ]   |
| Тур №9         | Віктор Циганков     | Динамо (Київ)       | [ 151 ]   | Роман Санжар       | Олімпік (Донецьк)   | [ 152 ]   |
| Тур №10        | Тайсон              | Шахтар (Донецьк)    | [ 153 ]   | Паулу Фонсека      | Шахтар (Донецьк)    | [ 154 ]   |
| Тур №11        | Сергій Гринь        | Арсенал (Київ)      | [ 155 ]   | В'ячеслав Грозний  | Арсенал (Київ)      | [ 156 ]   |
| Тур №12        | Андрій Борячук      | ФК «Маріуполь»      | [ 157 ]   | Володимир Шаран    | ФК «Олександрія»    | [ 158 ]   |
| Тур №13        | Денис Безбородько   | Десна (Чернігів)    | [ 159 ]   | Юрій Бакалов       | ФК «Львів»          | [ 160 ]   |
| Тур №14        | Мар'ян Швед         | Карпати (Львів)     | [ 161 ]   | Паулу Фонсека      | Шахтар (Донецьк)    | [ 162 ]   |
| Тур №15        | Микола Шапаренко    | Динамо (Київ)       | [ 163 ]   | Олександр Хацкевич | Динамо (Київ)       | [ 164 ]   |
| Тур №16        | Андрій Цуріков      | ФК «Олександрія»    | [ 165 ]   | Володимир Шаран    | ФК «Олександрія»    | [ 166 ]   |
| Тур №17        | Кирило Ковалець     | ФК «Олександрія»    | [ 167 ]   | Володимир Шаран    | ФК «Олександрія»    | [ 168 ]   |
| Тур №18        | Володимир Адамюк    | ФК «Львів»          | [ 169 ]   | Юрій Бакалов       | ФК «Львів»          | [ 170 ]   |
| Тур №19        | Мар'ян Швед         | Карпати (Львів)     | [ 171 ]   | Олександр Хацкевич | Динамо (Київ)       | [ 172 ]   |
| зимова перерва |                     |                     |           |                    |                     |           |
| Тур №20        | Олександр Караваєв  | Зоря (Луганськ)     | [ 173 ]   | Юрій Вернидуб      | Зоря (Луганськ)     | [ 174 ]   |
| Тур №21        | Віктор Коваленко    | Шахтар (Донецьк)    | [ 175 ]   | Паулу Фонсека      | Шахтар (Донецьк)    | [ 176 ]   |
| Тур №22        | Віктор Циганков     | Динамо (Київ)       | [ 177 ]   | Юрій Бакалов       | ФК «Львів»          | [ 178 ]   |
| Тур №23        | Віктор Циганков     | Динамо (Київ)       | [ 179 ]   | Ігор Леонов        | Арсенал (Київ)      | [ 180 ]   |
| Тур №24        | Віктор Циганков     | Динамо (Київ)       | [ 181 ]   | Олександр Рябоконь | Десна (Чернігів)    | [ 182 ]   |
| Тур №25        | Денис Бойко         | Динамо (Київ)       | [ 183 ]   | Володимир Шаран    | ФК «Олександрія»    | [ 184 ]   |
| Тур №26        | Артем Громов        | Зоря (Луганськ)     | [ 185 ]   | Юрій Вернидуб      | Зоря (Луганськ)     | [ 186 ]   |
| Тур №27        | Арні Вільг’яльмссон | Чорноморець (Одеса) | [ 187 ]   | Ігор Леонов        | Арсенал (Київ)      | [ 188 ]   |
| Тур №28        | Олександр Зубков    | ФК «Маріуполь»      | [ 189 ]   | Паулу Фонсека      | Шахтар (Донецьк)    | [ 190 ]   |
| Тур №29        | Жуніор Мораес       | Шахтар (Донецьк)    | [ 191 ]   | Паулу Фонсека      | Шахтар (Донецьк)    | [ 192 ]   |
| Тур №30        | Віктор Циганков     | Динамо (Київ)       | [ 193 ]   | Ангел Червенков    | Чорноморець (Одеса) | [ 194 ]   |
| Тур №31        | Дентіньо            | Шахтар (Донецьк)    | [ 195 ]   | Юрій Вернидуб      | Зоря (Луганськ)     | [ 196 ]   |
| Тур №32        | Віктор Циганков     | Динамо (Київ)       | [ 197 ]   | Олександр Бабич    | Маріуполь           | [ 198 ]   |

### Найкращий тренер Прем’єр-ліги 2018 року
Найкращих тренерів визначило Всеукраїнське об’єднання тренерів з футболу.
| Місце | Тренер             | Клуб             | Сер. Бал |
| ----- | ------------------ | ---------------- | -------- |
| 1     | Володимир Шаран    | Олександрія      | 4.38     |
| 2     | Паулу Фонсека      | Шахтар (Донецьк) | 4.24     |
| 3     | Олександр Хацкевич | Динамо (Київ)    | 4.16     |
| 4     | Юрій Бакалов       | Львів            | 4.06     |
| 5     | Юрій Вернидуб      | Зоря (Луганськ)  | 4.00     |

### Сезонні нагороди
Лауреатами сезону УПЛ 2018–19 стали:
- Найкращий футболіст сезону:  Віктор Циганков (Динамо (Київ))
- Найкращий тренер сезону:  Паулу Фонсека (Шахтар (Донецьк))
- Найкращий воротар сезону:  Андрій П'ятов (Шахтар (Донецьк))
- Найкращий арбітр сезону:  Анатолій Абдула (Харків)
- Найкращий молодий футболіст:  Віталій Миколенко (Динамо (Київ))
- Найкращий бомбардир сезону:  Жуніор Мораес (Шахтар (Донецьк))

## 2019/20

### Найкращий гравець і тренер місяця
| Місяць        | Гравець             | Гравець         | Тренер             | Тренер            | Пос.    |
| Місяць        | Гравець             | Клуб            | Тренер             | Клуб              | Пос.    |
| ------------- | ------------------- | --------------- | ------------------ | ----------------- | ------- |
| Серпень 2019  | Назарій Русин       | Зоря (Луганськ) | Віктор Скрипник    | Зоря (Луганськ)   | [ 202 ] |
| Вересень 2019 | Богдан Михайліченко | Зоря (Луганськ) | Олександр Рябоконь | Десна             | [ 203 ] |
| Жовтень 2019  | Богдан Лєднєв       | Зоря (Луганськ) | Віктор Скрипник    | Зоря (Луганськ)   | [ 204 ] |
| Листопад 2019 | Єгор Назарина       | Карпати (Львів) | Вісенте Гомес      | Олімпік (Донецьк) | [ 205 ] |
| Грудень 2019  | Богдан Михайліченко | Зоря (Луганськ) | Віктор Скрипник    | Зоря (Луганськ)   | [ 206 ] |
| Лютий 2020    | Владислав Супряга   | Дніпро-1        | Юрій Максимов      | Ворскла           | [ 207 ] |
| Березень 2020 | Богдан Михайліченко | Зоря (Луганськ) | Олександр Рябоконь | Десна             | [ 208 ] |
| Червень 2020  | Віталій Буяльський  | Динамо (Київ)   | Олександр Рябоконь | Десна             | [ 209 ] |
| Липень 2020   | Беньямін Вербич     | Динамо (Київ)   | Руслан Костишин    | Колос (Ковалівка) | [ 210 ] |

### Найкращий гравець і тренер туру
| Тур            | Гравець               | Гравець           | Гравець   | Тренер               | Тренер            | Тренер    |
| Тур            | Гравець               | Клуб              | Посилання | Тренер               | Клуб              | Посилання |
| -------------- | --------------------- | ----------------- | --------- | -------------------- | ----------------- | --------- |
| Тур 1          | Тайсон                | Шахтар (Донецьк)  | [ 212 ]   | Руслан Костишин      | Колос (Ковалівка) | [ 213 ]   |
| Тур 2          | Віталій Буяльський    | Динамо (Київ)     | [ 214 ]   | Олександр Рябоконь   | Десна             | [ 215 ]   |
| Тур 3          | Назарій Русин         | Зоря (Луганськ)   | [ 216 ]   | Луїш Каштру          | Шахтар (Донецьк)  | [ 217 ]   |
| Тур 4          | Кирило Ковалець       | Олександрія       | [ 218 ]   | Володимир Шаран      | Олександрія       | [ 219 ]   |
| Тур 5          | Ігор Пердута          | Ворскла           | [ 220 ]   | Богдан Блавацький    | Львів             | [ 221 ]   |
| Тур 6          | Богдан Михайліченко   | Зоря (Луганськ)   | [ 222 ]   | Віктор Скрипник      | Зоря (Луганськ)   | [ 223 ]   |
| Тур 7          | Владислав Калітвінцев | Десна             | [ 224 ]   | Олександр Рябоконь   | Десна             | [ 225 ]   |
| Тур 8          | Карлос де Пена        | Динамо (Київ)     | [ 226 ]   | Олексій Михайличенко | Динамо (Київ)     | [ 227 ]   |
| Тур 9          | Олександр Філіппов    | Десна             | [ 228 ]   | Олександр Рябоконь   | Десна             | [ 229 ]   |
| Тур 10         | Артем Бєсєдін         | Динамо (Київ)     | [ 230 ]   | Володимир Шаран      | Олександрія       | [ 231 ]   |
| Тур 11         | Віталій Миколенко     | Динамо (Київ)     | [ 232 ]   | Віктор Скрипник      | Зоря (Луганськ)   | [ 233 ]   |
| Тур 12         | Богдан Лєднєв         | Зоря (Луганськ)   | [ 234 ]   | Олександр Рябоконь   | Десна             | [ 235 ]   |
| Тур 13         | Кирило Ковалець       | Олександрія       | [ 236 ]   | Вісенте Гомес        | Олімпік (Донецьк) | [ 237 ]   |
| Тур 14         | Єгор Назарина         | Карпати (Львів)   | [ 238 ]   | Луїш Каштру          | Шахтар (Донецьк)  | [ 239 ]   |
| Тур 15         | Жуніор Мораес         | Шахтар (Донецьк)  | [ 240 ]   | Руслан Костишин      | Колос (Ковалівка) | [ 241 ]   |
| Тур 16         | Артем Бєсєдін         | Динамо (Київ)     | [ 242 ]   | Олександр Рябоконь   | Десна             | [ 243 ]   |
| Тур 17         | Богдан Михайліченко   | Зоря (Луганськ)   | [ 244 ]   | Віктор Скрипник      | Зоря (Луганськ)   | [ 245 ]   |
| Тур 18         | Жуніор Мораес         | Шахтар (Донецьк)  | [ 246 ]   | Єгіше Мелікян        | Львів             | [ 247 ]   |
| Зимова перерва |                       |                   |           |                      |                   |           |
| Тур 19         | Євгеній Смирний       | Колос (Ковалівка) | [ 248 ]   | Віктор Скрипник      | Зоря (Луганськ)   | [ 249 ]   |
| Тур 20         | Владислав Супряга     | Дніпро-1          | [ 250 ]   | Дмитро Михайленко    | Дніпро-1          | [ 251 ]   |
| Тур 21         | Максим Третьяков      | Олександрія       | [ 252 ]   | Володимир Шаран      | Олександрія       | [ 253 ]   |
| Тур 22         | Вадим Мілько          | Колос (Ковалівка) | [ 254 ]   | Олександр Рябоконь   | Десна             | [ 255 ]   |
| Тур 23         | Богдан Михайліченко   | Зоря (Луганськ)   | [ 256 ]   | Віктор Скрипник      | Зоря (Луганськ)   | [ 257 ]   |
| Тур 24         | Марлос                | Шахтар (Донецьк)  | [ 258 ]   | Луїш Каштру          | Шахтар (Донецьк)  | [ 259 ]   |
| Тур 25         | Віталій Миколенко     | Динамо (Київ)     | [ 260 ]   | Олексій Михайличенко | Динамо (Київ)     | [ 261 ]   |
| Тур 26         | Олександр Філіппов    | Десна             | [ 262 ]   | Олександр Рябоконь   | Десна             | [ 263 ]   |
| Тур 27         | Тете                  | Шахтар (Донецьк)  | [ 264 ]   | Віктор Скрипник      | Зоря (Луганськ)   | [ 265 ]   |
| Тур 28         | Андрій Гітченко       | Десна             | [ 266 ]   | Олександр Рябоконь   | Десна             | [ 267 ]   |
| Тур 29         | Денис Фаворов         | Десна             | [ 268 ]   | Олександр Рябоконь   | Десна             | [ 269 ]   |
| Тур 30         | Владислав Кочергін    | Зоря (Луганськ)   | [ 270 ]   | Віктор Скрипник      | Зоря (Луганськ)   | [ 271 ]   |
| Тур 31         | Віктор Циганков       | Динамо (Київ)     | [ 272 ]   | Олексій Михайличенко | Динамо (Київ)     | [ 273 ]   |
| Тур 32         | Дмитро Хомченовський  | Зоря (Луганськ)   | [ 274 ]   | Руслан Костишин      | Колос (Ковалівка) | [ 275 ]   |

### Сезонні нагороди
Лауреатами сезону УПЛ 2019–20 стали:
- Найкращий футболіст сезону:  Тайсон (Шахтар (Донецьк))
- Найкращий тренер сезону:  Віктор Скрипник (Зоря (Луганськ))
- Найкращий воротар сезону:  Андрій Пятов (Шахтар (Донецьк))
- Найкращий арбітр сезону:  Катерина Монзуль (Харків)[278]
- Найкращий молодий футболіст  Владислав Супряга (Динамо (Київ) / Дніпро-1)
- Найкращий бомбардир сезону:  Жуніор Мораес (Шахтар (Донецьк))
- Нагорода Fair Play: Десна[279]

## 2020/21

### Найкращий гравець і тренер місяця
| Місяць        | Гравець             | Гравець         | Тренер            | Тренер          | Пос.    |
| Місяць        | Гравець             | Клуб            | Тренер            | Клуб            | Пос.    |
| ------------- | ------------------- | --------------- | ----------------- | --------------- | ------- |
| Вересень 2020 | Руслан Степанюк     | Ворскла         | Юрій Максимов     | Ворскла         | [ 280 ] |
| Жовтень 2020  | Владислав Кулач     | Ворскла         | Ігор Йовичевич    | Дніпро-1        | [ 281 ] |
| Листопад 2020 | Владислав Кочергін  | Зоря (Луганськ) | Сергій Лавриненко | Інгулець        | [ 282 ] |
| Грудень 2020  | Дмитро Іванісеня    | Зоря (Луганськ) | Іван Федик        | Рух (Львів)     | [ 283 ] |
| Лютий 2021    | Аллах'яр Сайядманеш | Зоря (Луганськ) | Віктор Скрипник   | Зоря (Луганськ) | [ 284 ] |
| Березень 2021 | Шина                | Львів           | Мірча Луческу     | Динамо (Київ)   | [ 285 ] |
| Квітень 2021  | Ілля Забарний       | Динамо (Київ)   | Мірча Луческу     | Динамо (Київ)   | [ 286 ] |
| Травень 2021  | Єгор Назарина       | Зоря (Луганськ) | Мірча Луческу     | Динамо (Київ)   | [ 287 ] |

### Найкращий гравець і тренер туру
| Тур            | Гравець             | Гравець           | Гравець   | Тренер               | Тренер            | Тренер    |
| Тур            | Гравець             | Клуб              | Посилання | Тренер               | Клуб              | Посилання |
| -------------- | ------------------- | ----------------- | --------- | -------------------- | ----------------- | --------- |
| Тур 1          | Євгеній Волинець    | Колос (Ковалівка) | [ 288 ]   | Олександр Рябоконь   | Десна             | [ 289 ]   |
| Тур 2          | Володимир Лисенко   | Колос (Ковалівка) | [ 290 ]   | Ігор Климовський     | Олімпік (Донецьк) | [ 291 ]   |
| Тур 3          | Шахаб Захеді        | Олімпік (Донецьк) | [ 292 ]   | Юрій Максимов        | Ворскла           | [ 293 ]   |
| Тур 4          | Олександр Гладкий   | Зоря (Луганськ)   | [ 294 ]   | Володимир Шаран      | Олександрія       | [ 295 ]   |
| Тур 5          | Олексій Гуцуляк     | Десна             | [ 296 ]   | Ігор Климовський     | Олімпік (Донецьк) | [ 297 ]   |
| Тур 6          | Віктор Коваленко    | Шахтар (Донецьк)  | [ 298 ]   | Ігор Йовичевич       | Дніпро-1          | [ 299 ]   |
| Тур 7          | Дмитро Різник       | Ворскла           | [ 300 ]   | Віктор Скрипник      | Зоря (Луганськ)   | [ 301 ]   |
| Тур 8          | Віктор Циганков     | Динамо (Київ)     | [ 302 ]   | Віталій Шумський     | Львів             | [ 303 ]   |
| Тур 9          | Тарас Степаненко    | Шахтар (Донецьк)  | [ 304 ]   | Руслан Костишин      | Колос (Ковалівка) | [ 305 ]   |
| Тур 10         | Анатолій Нурієв     | Минай             | [ 306 ]   | Юрій Максимов        | Ворскла           | [ 307 ]   |
| Тур 11         | Беньямін Вербич     | Динамо (Київ)     | [ 308 ]   | Сергій Лавриненко    | Інгулець          | [ 309 ]   |
| Тур 12         | Артем Громов        | Зоря (Луганськ)   | [ 310 ]   | Віктор Скрипник      | Зоря (Луганськ)   | [ 311 ]   |
| Тур 13         | Валерій Федорчук    | Рух (Львів)       | [ 312 ]   | Іван Федик           | Рух (Львів)       | [ 313 ]   |
| Зимова перерва |                     |                   |           |                      |                   |           |
| Тур 14         | Олександр Гладкий   | Зоря (Луганськ)   | [ 314 ]   | Віталій Шумський     | Львів             | [ 315 ]   |
| Тур 15         | Павло Оріховський   | Колос (Ковалівка) | [ 316 ]   | Ігор Йовичевич       | Дніпро-1          | [ 317 ]   |
| Тур 16         | Аллах'яр Сайядманеш | Зоря (Луганськ)   | [ 318 ]   | Віктор Скрипник      | Зоря (Луганськ)   | [ 319 ]   |
| Тур 17         | Олександр Гладкий   | Зоря (Луганськ)   | [ 320 ]   | Олександр Рябоконь   | Десна             | [ 321 ]   |
| Тур 18         | Сергій Сидорчук     | Динамо (Київ)     | [ 322 ]   | Мірча Луческу        | Динамо (Київ)     | [ 323 ]   |
| Тур 19         | Шина                | Львів             | [ 324 ]   | Анатолій Безсмертний | Львів             | [ 325 ]   |
| Тур 20         | Артем Бондаренко    | Маріуполь         | [ 326 ]   | Мірча Луческу        | Динамо (Київ)     | [ 327 ]   |
| Тур 21         | Андрій Тотовицький  | Десна             | [ 328 ]   | Олександр Рябоконь   | Десна             | [ 329 ]   |
| Тур 22         | Владислав Кулач     | Ворскла           | [ 330 ]   | Мірча Луческу        | Динамо (Київ)     | [ 331 ]   |
| Тур 23         | Ілля Забарний       | Динамо (Київ)     | [ 332 ]   | Володимир Шаран      | Олександрія       | [ 333 ]   |
| Тур 24         | Віталій Буяльський  | Динамо (Київ)     | [ 334 ]   | Сергій Лавриненко    | Інгулець          | [ 335 ]   |
| Тур 25         | Андрій Борячук      | Рух (Львів)       | [ 336 ]   | Віктор Скрипник      | Зоря (Луганськ)   | [ 337 ]   |
| Тур 26         | Данило Сікан        | Маріуполь         | [ 338 ]   | Мірча Луческу        | Динамо (Київ)     | [ 339 ]   |

### Сезонні нагороди
Лауреатами сезону УПЛ 2020–21 стали:
- Найкращий футболіст сезону:  Віталій Буяльський (Динамо (Київ))
- Найкращий тренер сезону:  Мірча Луческу (Динамо (Київ))
- Найкращий воротар сезону:  Георгій Бущан (Динамо (Київ)) / Анатолій Трубін (Шахтар (Донецьк))
- Найкращий арбітр сезону:  Катерина Монзуль (Харків)
- Найкращий молодий футболіст  Ілля Забарний (Динамо (Київ))
- Найкращий бомбардир сезону:  Владислав Кулач (Ворскла)[342]

### 33 найкращі
Символічна збірна Favbet Ліги сезону 2020/21 років:
| Позиція                  | № 1               | № 1                               | № 1                                                          | № 2                | № 2               | № 2                                                          | № 3                 | № 3               | № 3                                                         |
| Позиція                  | Футболіст         | Клуб                              | Статистика                                                   | Футболіст          | Клуб              | Статистика                                                   | Футболіст           | Клуб              | Статистика                                                  |
| ------------------------ | ----------------- | --------------------------------- | ------------------------------------------------------------ | ------------------ | ----------------- | ------------------------------------------------------------ | ------------------- | ----------------- | ----------------------------------------------------------- |
| Воротар                  | Георгій Бущан     | Динамо (Київ)                     | 23 матчі (2029 хв.), 11 пропущених м'ячів, 13 «сухих» матчів | Нікола Васіль      | Зоря (Луганськ)   | 15 матчів (1246 хв.), 10 пропущених м'ячів, 9 «сухих» матчів | Анатолій Трубін     | Шахтар (Донецьк)  | 21 матч (1890 хв.), 15 пропущених м’ячів, 10 «сухих» матчів |
| Правий захисник          | Денис Балан       | Інгулець                          | 22 матчі (1980 хв.), 2 голи, 2 асисти                        | Томаш Кендзьора    | Динамо (Київ)     | 25 матчів (2009 хв.), 1 гол, 2 асисти                        | Додо                | Шахтар (Донецьк)  | 23 матчі (1987 хв.), 2 голи, 6 асистів                      |
| Центральний захисник     | Ілля Забарний     | Динамо (Київ)                     | 21 матч (1846 хв.), 1 гол                                    | Йоель Абу Ханна    | Зоря (Луганськ)   | 19 матчів (1652 хв.)                                         | Сергій Яворський    | Ворскла           | 24 матчі (2129 хв.), 1 гол                                  |
| Центральний захисник     | Микола Матвієнко  | Шахтар (Донецьк)                  | 20 матчів (1720 хв.), 1 гол, 2 асисти                        | Денис Попов        | Динамо (Київ)     | 15 матчів (1282 хв.), 2 голи                                 | Володимир Чеснаков  | Ворскла           | 23 матчі (1994 хв.), 1 асист                                |
| Лівий захисник           | Віталій Миколенко | Динамо (Київ)                     | 22 матчі (1932 хв.), 2 голи, 2 асисти                        | Орест Лебеденко    | Олімпік (Донецьк) | 23 матчі (2068 хв.), 5 асистів                               | Ібраїм Кане         | Ворскла           | 23 матчі (1933 хв.), 4 голи, 3 асисти                       |
| Правий півзахисник       | Віктор Циганков   | Динамо (Київ)                     | 19 матчів (1363 хв.), 12 голів, 4 асисти                     | Олексій Гуцуляк    | Десна (Чернігів)  | 24 матчі (1676 хв.), 2 голи, 7 асистів                       | Маріо Чуже          | Дніпро-1          | 12 матчів (1014 хв.), 7 голів, 1 асист                      |
| Центральний півзахисник  | Сергій Сидорчук   | Динамо (Київ)                     | 20 матчів (1453 хв.), 4 голи, 1 асист                        | Дмитро Іванісеня   | Зоря (Луганськ)   | 20 матчів (1453 хв.), 4 голи, 1 асист                        | Андрій Богданов     | Колос (Ковалівка) | 18 матчів (1296 хв.), 6 асистів                             |
| Атакувальний півзахисник | Алан Патрік       | Шахтар (Донецьк)                  | 21 матч (965 хв.), 4 голи, 8 асистів                         | Віталій Буяльський | Динамо (Київ)     | 20 матчів (1606 хв.), 5 голів, 4 асисти                      | Микола Шапаренко    | Динамо (Київ)     | 24 матчі (1723 хв.), 4 голи, 4 асисти                       |
| Лівий півзахисник        | Анатолій Нурієв   | Минай                             | 22 матчі (1907 хв.), 10 голів, 1 асист                       | Манор Соломон      | Шахтар (Донецьк)  | 23 матчі (1336 хв.), 9 голів, 1 асист                        | Владислав Кочергін  | Зоря (Луганськ)   | 2 матчі (1833 хв.), 6 голів, 3 асисти                       |
| Нападник                 | Шахаб Захеді      | Олімпік (Донецьк) Зоря (Луганськ) | 1 матч (1271 хв.), 10 голів, 1 асист                         | Руслан Степанюк    | Ворскла           | 24 матчі (1829 хв.), 7 голів, 5 асистів                      | Аллах'яр Сайядманеш | Зоря (Луганськ)   | 18 матчів (931 хв.), 5 голів, 2 асисти                      |
| Нападник                 | Владислав Кулач   | Ворскла                           | 21 матч (1674 хв.), 15 голів                                 | Андрій Тотовицький | Десна (Чернігів)  | 18 матчів (1384 хв.), 9 голів, 5 асистів                     | Артем Довбик        | Дніпро-1          | 24 матчі (1812 хв.), 6 голів, 1 асист                       |

## 2021/22
Друга частина сезону була скасована через російське повномасштабне вторгнення, переможці змагання не визначались.

### Найкращий гравець і тренер місяця
| Місяць        | Гравець      | Гравець       | Тренер          | Тренер          | Пос.    |
| Місяць        | Гравець      | Клуб          | Тренер          | Клуб            | Пос.    |
| ------------- | ------------ | ------------- | --------------- | --------------- | ------- |
| Серпень 2021  | Артем Довбик | Дніпро-1      | Юрій Вірт       | Верес           | [ 344 ] |
| Вересень 2021 | Денис Гармаш | Динамо (Київ) | Віктор Скрипник | Зоря (Луганськ) | [ 345 ] |
| Жовтень 2021  | Денис Гармаш | Динамо (Київ) | Юрій Максимов   | Ворскла         | [ 346 ] |
| Листопад 2021 | Артем Довбик | Дніпро-1      | Віктор Скрипник | Зоря (Луганськ) | [ 347 ] |

### Найкращий гравець і тренер туру
| Тур    | Гравець             | Гравець         | Гравець   | Тренер            | Тренер              | Тренер    |
| Тур    | Гравець             | Клуб            | Посилання | Тренер            | Клуб                | Посилання |
| ------ | ------------------- | --------------- | --------- | ----------------- | ------------------- | --------- |
| Тур 1  | Артем Довбик        | Дніпро-1        | [ 348 ]   | Валерій Кривенцов | Металіст 1925       | [ 349 ]   |
| Тур 2  | Владислав Кочергін  | Зоря (Луганськ) | [ 350 ]   | Віктор Скрипник   | Зоря (Луганськ)     | [ 351 ]   |
| Тур 3  | Денис Безбородько   | Десна           | [ 352 ]   | Юрій Гура         | Олександрія         | [ 353 ]   |
| Тур 4  | Богдан Шуст         | Інгулець        | [ 354 ]   | Юрій Мороз        | Чорноморець (Одеса) | [ 355 ]   |
| Тур 5  | Віталій Буяльський  | Динамо (Київ)   | [ 356 ]   | Мірча Луческу     | Динамо (Київ)       | [ 357 ]   |
| Тур 6  | Михайло Сергійчук   | Верес           | [ 358 ]   | Юрій Вірт         | Верес               | [ 359 ]   |
| Тур 7  | Олег Вишневський    | Минай           | [ 360 ]   | Остап Маркевич    | Маріуполь           | [ 361 ]   |
| Тур 8  | Олег Білик          | Олександрія     | [ 362 ]   | Віктор Скрипник   | Зоря (Луганськ)     | [ 363 ]   |
| Тур 9  | Владислав Кочергін  | Зоря (Луганськ) | [ 364 ]   | Віктор Скрипник   | Зоря (Луганськ)     | [ 365 ]   |
| Тур 10 | Олів'є Тілль        | Ворскла         | [ 366 ]   | Мірча Луческу     | Динамо (Київ)       | [ 367 ]   |
| Тур 11 | Лукас Ранжел        | Ворскла         | [ 368 ]   | Роберто Де Дзербі | Шахтар (Донецьк)    | [ 369 ]   |
| Тур 12 | Дмитро Криськів     | Металіст 1925   | [ 370 ]   | Валерій Кривенцов | Металіст 1925       | [ 371 ]   |
| Тур 13 | Сергій Сидорчук     | Динамо (Київ)   | [ 372 ]   | Віктор Скрипник   | Зоря (Луганськ)     | [ 373 ]   |
| Тур 14 | Шахаб Захеді        | Зоря (Луганськ) | [ 374 ]   | Юрій Максимов     | Ворскла             | [ 375 ]   |
| Тур 15 | Артем Довбик        | Дніпро-1        | [ 376 ]   | Олег Дулуб        | Львів               | [ 377 ]   |
| Тур 16 | Артем Довбик        | Дніпро-1        | [ 378 ]   | Ігор Йовичевич    | Дніпро-1            | [ 379 ]   |
| Тур 17 | Беньямін Вербич     | Динамо (Київ)   | [ 380 ]   | Ярослав Вишняк    | Колос (Ковалівка)   | [ 381 ]   |
| Тур 18 | Аллах'яр Сайядманеш | Зоря (Луганськ) | [ 382 ]   | Юрій Мороз        | Чорноморець (Одеса) | [ 383 ]   |

## 2022/23

### Найкращий гравець і тренер місяця
| Місяць                | Гравець        | Гравець             | Тренер             | Тренер              | Пос.            |
| Місяць                | Гравець        | Клуб                | Тренер             | Клуб                | Пос.            |
| --------------------- | -------------- | ------------------- | ------------------ | ------------------- | --------------- |
| Серпень–вересень 2022 | Дмитро Кльоц   | Верес               | Юрій Вірт          | Верес               | [ 384 ]         |
| Жовтень 2022          | Артем Довбик   | Дніпро-1            | Патрік ван Леувен  | Зоря (Луганськ)     | [ 385 ]         |
| Листопад–грудень 2022 | Артем Довбик   | Дніпро-1            | Юрій Вернидуб      | Кривбас             | [ 386 ]         |
| Лютий–березень 2023   | Зігі Бадібанга | Чорноморець (Одеса) | Роман Григорчук    | Чорноморець (Одеса) | [ 387 ]         |
| Квітень 2023          | Артем Довбик   | Дніпро-1            | Патрік ван Леувен  | Зоря (Луганськ)     | [ 388 ] [ 389 ] |
| Травень–червень 2023  | Назарій Русин  | Зоря (Луганськ)     | Віталій Пономарьов | Рух (Львів)         | [ 390 ]         |

### Найкращий гравець і тренер туру
| Тур            | Гравець                     | Гравець                     | Гравець                     | Тренер                      | Тренер                      | Тренер          |
| Тур            | Гравець                     | Клуб                        | Посилання                   | Тренер                      | Клуб                        | Посилання       |
| -------------- | --------------------------- | --------------------------- | --------------------------- | --------------------------- | --------------------------- | --------------- |
| Тур 1          | Нагородження не проводилось | Нагородження не проводилось | Нагородження не проводилось | Нагородження не проводилось | Нагородження не проводилось | [ 391 ]         |
| Тур 2          | Олександр Піхальонок        | Дніпро-1                    | [ 392 ]                     | Олександр Кучер             | Дніпро-1                    | [ 392 ] [ 393 ] |
| Тур 3          | Назарій Русин               | Зоря (Луганськ)             | [ 394 ]                     | Олег Ратій                  | Металіст (Харків)           | [ 395 ]         |
| Тур 4          | Таллес                      | Рух (Львів)                 | [ 396 ]                     | Леонід Кучук                | Рух (Львів)                 | [ 397 ]         |
| Тур 5          | Данило Сікан                | Шахтар (Донецьк)            | [ 398 ]                     | Валерій Кривенцов           | Металіст 1925               | [ 399 ]         |
| Тур 6          | Артем Довбик                | Дніпро-1                    | [ 400 ]                     | Олександр Кучер             | Дніпро-1                    | [ 400 ] [ 401 ] |
| Тур 7          | Михайло Мудрик              | Шахтар (Донецьк)            | [ 402 ]                     | Ігор Йовичевич              | Шахтар (Донецьк)            | [ 402 ] [ 403 ] |
| Тур 8          | Сергій Булеца               | Зоря (Луганськ)             | [ 404 ]                     | Сергій Лавриненко           | Інгулець                    | [ 404 ] [ 405 ] |
| Тур 9          | Роман Дебелко               | Кривбас                     | [ 406 ]                     | Патрік ван Леувен           | Зоря (Луганськ)             | [ 406 ] [ 407 ] |
| Тур 10         | Віталій Буяльський          | Динамо (Київ)               | [ 408 ]                     | Юрій Гура                   | Олександрія                 | [ 408 ] [ 409 ] |
| Тур 11         | Дмитро Криськів             | Шахтар (Донецьк)            | [ 410 ]                     | Юрій Вірт                   | Верес                       | [ 410 ] [ 411 ] |
| Тур 12         | Артем Довбик                | Дніпро-1                    | [ 412 ]                     | Сергій Лавриненко           | Інгулець                    | [ 412 ]         |
| Тур 13         | Євгеній Волинець            | Колос (Ковалівка)           | [ 413 ]                     | Ярослав Вишняк              | Колос (Ковалівка)           | [ 413 ]         |
| Тур 14         | Артем Довбик                | Дніпро-1                    | [ 414 ]                     | Олександр Кучер             | Дніпро-1                    | [ 414 ]         |
| Тур 15         | Олег Мозіль                 | Металіст 1925               | [ 415 ]                     | Юрій Вернидуб               | Кривбас                     | [ 416 ]         |
| Зимова перерва |                             |                             |                             |                             |                             |                 |
| Тур 16         | Володимир Бражко            | Зоря (Луганськ)             | [ 417 ]                     | Сергій Ковалець             | Інгулець                    | [ 417 ]         |
| Тур 17         | Володимир Одарюк            | Інгулець                    | [ 418 ]                     | Мірча Луческу               | Динамо (Київ)               | [ 418 ]         |
| Тур 18         | Ріфет Капич                 | Кривбас                     | [ 419 ]                     | Патрік ван Леувен           | Зоря (Луганськ)             | [ 419 ]         |
| Тур 19         | Артем Довбик                | Дніпро-1                    | [ 420 ]                     | Роман Григорчук             | Чорноморець (Одеса)         | [ 420 ]         |
| Тур 20         | Олексій Гуцуляк             | Дніпро-1                    | [ 421 ]                     | Юрій Вернидуб               | Кривбас                     | [ 421 ]         |
| Тур 21         | Назарій Русин               | Зоря (Луганськ)             | [ 422 ]                     | Патрік ван Леувен           | Зоря (Луганськ)             | [ 422 ]         |
| Тур 22         | Даниїл Алефіренко           | Чорноморець (Одеса)         | [ 423 ]                     | Роман Григорчук             | Чорноморець (Одеса)         | [ 423 ]         |
| Тур 23         | Едуардо Герреро             | Зоря (Луганськ)             | [ 424 ]                     | Патрік ван Леувен           | Зоря (Луганськ)             | [ 424 ]         |
| Тур 24         | Жуан Пеглоу                 | Дніпро-1                    | [ 425 ]                     | Олександр Шовковський       | Динамо (Київ)               | [ 425 ]         |
| Тур 25         | Юрій Климчук                | Рух (Львів)                 | [ 426 ]                     | Віталій Пономарьов          | Рух (Львів)                 | [ 426 ]         |
| Тур 26         | Олександр Демченко          | Чорноморець (Одеса)         | [ 427 ]                     | Роман Григорчук             | Чорноморець (Одеса)         | [ 427 ]         |
| Тур 27         | Олександр Бандура           | Минай                       | [ 428 ]                     | Володимир Шаран             | Минай                       | [ 428 ]         |
| Тур 28         | Ібраїм Кане                 | Ворскла                     | [ 429 ]                     | Віктор Скрипник             | Ворскла                     | [ 429 ]         |
| Тур 29         | Артем Бондаренко            | Шахтар (Донецьк)            | [ 430 ]                     | Ігор Йовичевич              | Шахтар (Донецьк)            | [ 430 ]         |
| Тур 30         | Назарій Русин               | Зоря (Луганськ)             | [ 431 ]                     | Віктор Скрипник             | Ворскла                     | [ 431 ]         |

### Сезонні нагороди
Лауреатами сезону УПЛ 2022–23 стали:
- Найкращий футболіст сезону:  Артем Довбик (Дніпро-1)[432]
- Найкращий тренер сезону:  Патрік ван Леувен (Зоря (Луганськ))[433]
- Найкращий воротар сезону:  Анатолій Трубін (Шахтар (Донецьк))[434]
- Найкращий арбітр сезону:  Катерина Монзуль (Харків)[435]
- Найкращий молодий футболіст  Георгій Судаков (Шахтар (Донецьк))[436]
- Найкращий бомбардир сезону:  Артем Довбик (Дніпро-1)[437]

## 2023/24

### Найкращий гравець і тренер місяця
| Місяць                    | Гравець          | Гравець           | Тренер                | Тренер              | Пос.    |
| Місяць                    | Гравець          | Клуб              | Тренер                | Клуб                | Пос.    |
| ------------------------- | ---------------- | ----------------- | --------------------- | ------------------- | ------- |
| Липень—серпень 2023       | Іван Дібанго     | Кривбас           | Роман Григорчук       | Чорноморець (Одеса) | [ 438 ] |
| Вересень 2023             | Максим Задерака  | Кривбас           | Юрій Вернидуб         | Кривбас             | [ 439 ] |
| October 2023              | Бені Макуана     | Полісся (Житомир) | Юрій Калитвинцев      | Полісся (Житомир)   | [ 440 ] |
| November 2023             | Володимир Бражко | Динамо (Київ)     | Олександр Шовковський | Динамо (Київ)       | [ 441 ] |
| Грудень 2023 / лютий 2024 | Владислав Ванат  | Динамо (Київ)     | Олександр Шовковський | Динамо (Київ)       | [ 442 ] |
| Березень 2024             |                  |                   |                       |                     |         |
| Квітень 2024              |                  |                   |                       |                     |         |
| Травень 2024              |                  |                   |                       |                     |         |

### Найкращий гравець і тренер туру
| Тур          | Гравець              | Гравець           | Гравець   | Тренер                | Тренер              | Тренер    |
| Тур          | Гравець              | Клуб              | Посилання | Тренер                | Клуб                | Посилання |
| ------------ | -------------------- | ----------------- | --------- | --------------------- | ------------------- | --------- |
| Тур 1        | Владислав Ванат      | Динамо (Київ)     | [ 443 ]   | Мірча Луческу         | Динамо (Київ)       | [ 443 ]   |
| Тур 2        | Юрій Климчук         | Рух (Львів)       | [ 392 ]   | Олександр Ковпак      | ЛНЗ                 | [ 392 ]   |
| Тур 3        | Олександр Бандура    | Минай             | [ 394 ]   | Віталій Пономарьов    | Рух (Львів)         | [ 394 ]   |
| Тур 4        | Дмитро Криськів      | Шахтар (Донецьк)  | [ 396 ]   | Роман Григорчук       | Чорноморець (Одеса) | [ 396 ]   |
| Тур 5        | Олександр Назаренко  | Полісся (Житомир) | [ 398 ]   | Юрій Калитвинцев      | Полісся (Житомир)   | [ 398 ]   |
| Тур 6        | Максим Задерака      | Кривбас           | [ 400 ]   | Юрій Вернидуб         | Кривбас             | [ 400 ]   |
| Тур 7        | Владислав Ванат      | Динамо (Київ)     | [ 402 ]   | Юрій Вернидуб         | Кривбас             | [ 402 ]   |
| Тур 8        | Володимир Бражко     | Динамо (Київ)     | [ 404 ]   | Юрій Вернидуб         | Кривбас             | [ 404 ]   |
| Тур 9        | Володимир Бражко     | Динамо (Київ)     | [ 406 ]   | Мірча Луческу         | Динамо (Київ)       | [ 406 ]   |
| Тур 10       | Віталій Буяльський   | Динамо (Київ)     | [ 408 ]   | Юрій Калитвинцев      | Полісся (Житомир)   | [ 408 ]   |
| Тур 11       | Олександр Піхальонок | Дніпро-1          | [ 410 ]   | Дарійо Срна           | Шахтар (Донецьк)    | [ 410 ]   |
| Тур 12       | Бені Макуана         | Полісся (Житомир) | [ 412 ]   | Юрій Вернидуб         | Кривбас             | [ 412 ]   |
| Тур 13       | Олександр Зубков     | Шахтар (Донецьк)  | [ 413 ]   | Маріно Пушич          | Шахтар (Донецьк)    | [ 413 ]   |
| Тур 14       | Владислав Ванат      | Динамо (Київ)     | [ 414 ]   | Юрій Максимов         | Дніпро-1            | [ 414 ]   |
| Тур 15       | Денис Бойко          | Полісся (Житомир) | [ 416 ]   | Олександр Шовковський | Динамо (Київ)       | [ 416 ]   |
| Тур 16       | Олександр Зубков     | Шахтар (Донецьк)  | [ 417 ]   | Маріно Пушич          | Шахтар (Донецьк)    | [ 417 ]   |
| Тур 17       | Олександр Зубков     | Шахтар (Донецьк)  | [ 418 ]   | Олександр Шовковський | Динамо (Київ)       | [ 418 ]   |
| winter break |                      |                   |           |                       |                     |           |
| Тур 18       | Владислав Ванат      | Динамо (Київ)     | [ 419 ]   | Олександр Шовковський | Динамо (Київ)       | [ 419 ]   |
| Тур 19       | Дмитро Криськів      | Шахтар (Донецьк)  | [ 420 ]   | Маріно Пушич          | Шахтар (Донецьк)    | [ 420 ]   |
| Тур 20       | Кевін                | Шахтар (Донецьк)  | [ 421 ]   | Руслан Ротань         | Олександрія         | [ 421 ]   |
| Тур 21       | Ілля Квасниця        | Рух (Львів)       | [ 422 ]   | Олег Шандрук          | Верес               | [ 422 ]   |
| Тур 22       |                      |                   |           |                       |                     |           |
| Тур 23       |                      |                   |           |                       |                     |           |
| Тур 24       |                      |                   |           |                       |                     |           |
| Тур 25       |                      |                   |           |                       |                     |           |
| Тур 26       |                      |                   |           |                       |                     |           |
| Тур 27       |                      |                   |           |                       |                     |           |
| Тур 28       |                      |                   |           |                       |                     |           |
| Тур 29       |                      |                   |           |                       |                     |           |
| Тур 30       |                      |                   |           |                       |                     |           |